# Karangkedawung (Mumbulsari)
Karangkedawung is een bestuurslaag in het regentschap Jember van de provincie Oost-Java, Indonesië. Karangkedawung telt 8801 inwoners (volkstelling 2010).